# Resnova humifusa
Resnova humifusa är en sparrisväxtart som först beskrevs av John Gilbert Baker, och fick sitt nu gällande namn av U.Müll.-doblies och D.Müll.-doblies. Resnova humifusa ingår i släktet Resnova och familjen sparrisväxter. Inga underarter finns listade i Catalogue of Life.